# Adam Schiff

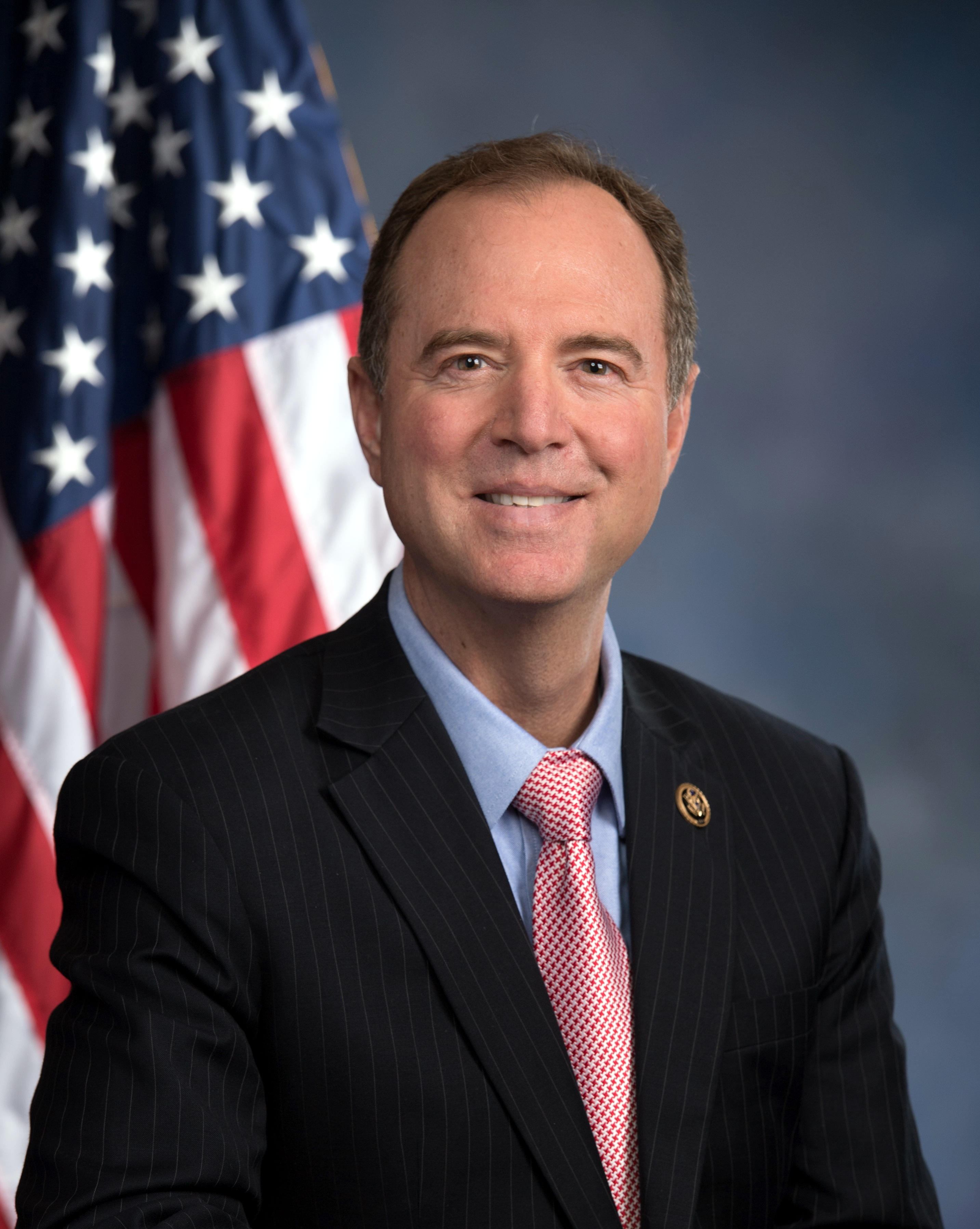
Adam Schiff (2017)

Adam Bennett Schiff (* 22. Juni 1960 in Framingham, Massachusetts) ist ein US-amerikanischer Politiker der Demokratischen Partei. Als Mitglied des Repräsentantenhauses vertrat er von 2001 bis 2003 den 27., von 2003 bis 2013 den 29. und von 2013 bis 2024 den 28. Kongresswahlbezirk des Bundesstaates Kalifornien im Repräsentantenhaus des 118. Kongresses. Seit dem 9. Dezember 2024 ist er einer der beiden Senatoren Kaliforniens im US-Senat.

## Leben
Nach seinem Studium an den Universitäten Stanford und Harvard arbeitete er als Anwalt. Schiff ist jüdischen Glaubens. Er ist verheiratet und hat zwei Kinder.

## Politik
Von 1996 bis 2001 war er Mitglied des Senats von Kalifornien. Bei der Wahl zum Repräsentantenhaus der Vereinigten Staaten 2000 besiegte er den republikanischen Mandatsinhaber James E. Rogan und zog am 3. Januar 2001 in den Kongress ein. Seitdem wurde er bei den alle zwei Jahre folgenden Wahlen bestätigt, oftmals ohne ernsthaften Gegenkandidaten. Seine neue, mittlerweile 10., Legislaturperiode im Repräsentantenhaus des 117. Kongresses läuft bis zum 3. Januar 2023.
Schiff ist Mitglied im Justizausschuss und im Bewilligungsausschuss. Er gehört außerdem der innerparteilichen Blue Dog Coalition an. Als ranking member, also höchstrangiges Mitglied seiner Partei, im Geheimdienstausschuss spielte Schiff eine wichtige Rolle bei den Untersuchungen möglicher Kontakte des Wahlkampfteams Donald Trumps zu russischen Stellen, die auf den Wahlkampf 2016 Einfluss nahmen. Nach dem Sieg der Demokraten bei der Zwischenwahl im November 2018 übernahm Schiff den Vorsitz des Geheimdienstausschusses und leitete damit die Untersuchungen gegen Russland und Trump. Im September 2019 beschuldigte er den kommissarischen DNI, dem Ausschuss einen wichtigen Whistleblower vorzuenthalten. Als Vorsitzender des Geheimdienstausschusses leitete Schiff auch einen Großteil der Untersuchungen zu einem Amtsenthebungsverfahren gegen Trump wegen der Ukraine-Affäre. Das Repräsentantenhaus wählte ihn später zum leitenden Manager für das Amtsenthebungsverfahren. Als solcher war es seine Aufgabe die Argumente für eine Amtsenthebung vor dem Senat zu präsentieren.
Nach dem Tod der Senatorin Dianne Feinstein kündigte Schiff an für den US-Senat zu kandidieren. Im März gewann er die Vorwahlen in  Kalifornien. Im November 2024 wurde Schiff als Nachfolger von Feinstein gewählt, die bis dahin von der ernannten Senatorin Laphonza Butler ersetzt wurde. Aufgrund diese Umstandes war es Schiff möglich, schon im Dezember 2024 anzutreten, vor der Konstituierung des neuen Senats. Er verließ deshalb das Repräsentantenhaus zum 8. Dezember 2024. Am 9. Dezember 2024 wurde er im US-Senat vereidigt.

## Positionen
Schiff forderte am 17. Juli 2024 US-Präsident Joe Biden auf, sich aus dem Rennen um die Präsidentschaft zurückzuziehen. Zu diesem Zeitpunkt war er der prominenteste Demokrat, der darauf drängte, und der erste seit dem Attentat auf Donald Trump.

## Werke
- Midnight in Washington: How We Almost Lost Our Democracy and Still Could. Random House, New York 2021, ISBN 978-0-593-23152-4. – ausgezeichnet mit dem Los Angeles Times Book Prize 2021 in der Kategorie “Current Interest”